# Emiliano Melo
Emiliano Ezequiel Melo Sagradini (Montevideo, 26 maggio 2003) è un calciatore uruguaiano, attaccante del Tacuarembó.

## Carriera
Melo è cresciuto nel settore giovanile del Cerro ed ha firmato il suo primo contratto professionistico il 26 ottobre 2021. Ha esordito in prima squadra il 17 agosto 2022 nell'incontro di Segunda División vinto 3-0 contro il La Luz, dove ha trovato anche il suo primo gol.
Nel 2023 è stato ceduto in prestito per una stagione all'Uruguay Montevideo.

## Statistiche

### Presenze e reti nei club
Statistiche aggiornate al 20 maggio 2024.
| Stagione        | Squadra            | Campionato      | Campionato | Campionato | Coppe nazionali | Coppe nazionali | Coppe nazionali | Coppe continentali | Coppe continentali | Coppe continentali | Altre coppe | Altre coppe | Altre coppe | Totale | Totale | Totale |
| Stagione        | Squadra            | Comp            | Pres       | Reti       | Comp            | Pres            | Reti            | Comp               | Pres               | Reti               | Comp        | Pres        | Reti        | Pres   | Reti   |        |
| --------------- | ------------------ | --------------- | ---------- | ---------- | --------------- | --------------- | --------------- | ------------------ | ------------------ | ------------------ | ----------- | ----------- | ----------- | ------ | ------ | ------ |
| 2022            | Cerro              | SD              | 7          | 1          | CU              | 0               | 0               |                    | -                  | -                  |             | -           | -           | 7      | 1      |        |
| 2023            | Uruguay Montevideo | SD              | 18         | 5          | CU              | 1               | 0               |                    | -                  | -                  |             | -           | -           | 19     | 5      |        |
| 2024            | Cerro              | PD              | 4          | 0          | CU              | 0               | 0               |                    | -                  | -                  |             | -           | -           | 4      | 0      |        |
| Totale carriera | Totale carriera    | Totale carriera | 29         | 6          |                 | 1               | 0               |                    | -                  | -                  |             | -           | -           | 30     | 6      |        |